# Carolina Panthers
O Carolina Panthers é uma equipe profissional de futebol americano com sede em Charlotte, Carolina do Norte. Os Panthers competem na National Football League (NFL), como um clube membro da NFC South. A equipe está sediada no Bank of America Stadium, na parte alta da cidade de Charlotte; também o campo de origem da equipe. Eles são uma das poucas equipes da NFL a possuir o estádio em que jogam, que é legalmente registrado como Panthers Stadium LLC. A equipe hospeda seu campo de treinamento anual no Wofford College em Spartanburg, Carolina do Sul.
Os Panthers foram anunciados como a 29ª franquia da liga em 1993, e começaram a jogar em 1995 sob o comando do proprietário original e fundador Jerry Richardson. Os Panthers jogaram bem em seus dois primeiros anos, terminando com um recorde de 7-9 em 1995 (um dos melhores de todos os tempos para a primeira temporada de uma equipe de expansão da NFL) e um recorde de 12-4 no ano seguinte. Eles não tiveram outra temporada vitoriosa até 2003, quando venceram a NFC Championship Game e alcançaram o Super Bowl XXXVIII, perdendo por 32-29 para o New England Patriots. Após ir para os playoffs em 2005 e 2008, a equipe não conseguiu voltar aos playoffs até 2013, o primeiro dos três títulos consecutivos da NFC South. Depois de perder no Divisional Round para o San Francisco 49ers em 2013 e pro Seattle Seahawks em 2014, os Panthers retornaram ao Super Bowl em 2015, mas perderam para o Denver Broncos. Os Panthers chegaram aos playoffs sete vezes, avançando para quatro NFC Championship Games e dois Super Bowls. Eles ganharam seis títulos de divisão, um no NFC West e cinco no NFC South.
O Carolina Panthers são legalmente registrados como Panther Football, LLC. e são controlados por David Tepper, cuja compra da equipe do fundador, Jerry Richardson, foi aprovada por unanimidade pelos donos da liga em 22 de maio de 2018. O clube vale cerca de US $ 1,56 bilhão, segundo a Forbes.

## História

### Começo
Em 15 de dezembro de 1987, o empreendedor Jerry Richardson anunciou sua oferta para conseguir uma franquia de expansão da NFL. Richardson foi um ex-wide receiver do Baltimore Colts que usou seu bônus de campeão da liga em 1959 para co-fundar a rede de restaurantes Hardee, mais tarde se tornando presidente e CEO da TW Services. Richardson inspirou-se em uma franquia da NFL de George Shinn, que fez uma proposta bem-sucedida para uma equipe de expansão da NBA em Charlotte, o Charlotte Hornets. Richardson fundou a Richardson Sports, uma parceria formada por ele, sua família e um número de empresários da Carolina do Norte e Carolina do Sul que também foram recrutados para serem parceiros limitados. Richardson olhou quatro locais potenciais para um estádio, escolhendo, em última instância, a cidade de Charlotte.
Para destacar a demanda por futebol americano profissional nas Carolinas, a Richardson Sports realizou jogos de pré-temporada na região de 1989 a 1991. Os dois primeiros jogos foram realizados no Carter-Finley Stadium em Raleigh e no Kenan Memorial Stadium em Chapel Hill, enquanto o terceiro e último jogo foi realizado no Williams-Brice Stadium, em Columbia. Os confrontos foram entre as equipes da NFL existentes. Em 1991, o grupo apresentou formalmente uma solicitação para o local de expansão aberta, e em 26 de outubro de 1993, os 28 proprietários da NFL nomearam unanimemente o Carolina Panthers como o 29º membro da NFL.

### 1995–2001: Primeiros anos
Os Panthers competiram pela primeira vez na temporada da NFL de 1995; eles eram uma das duas equipes de expansão a começar a jogar naquele ano, sendo o outro o Jacksonville Jaguars. Os Panthers foram colocados na NFC West para aumentar o tamanho dessa divisão para cinco equipes; já havia duas outras equipes do sudeste na divisão, o Atlanta Falcons e o New Orleans Saints. O ex-coordenador defensivo do Pittsburgh Steelers, Dom Capers, foi nomeado o primeiro treinador principal. A equipe terminou sua temporada inaugural com um recorde de 7-9, o melhor desempenho de uma equipe de expansão no primeiro ano. Eles tiveram um desempenho ainda melhor na segunda temporada, terminando com um recorde de 12-4 e vencendo a NFC West. Os Panthers venceram o Dallas Cowboys no Divisional Round, antes de perder o NFC Championship Game para o eventual campeão do Super Bowl, o Green Bay Packers. A equipe conseguiu apenas um recorde de 7-9 em 1997 e caiu para 4-12 em 1998, levando à demissão de Capers como treinador principal.
Os Panthers contrataram o ex-treinador do San Francisco 49ers, George Seifert, para substituir Capers, e ele liderou a equipe para um recorde de 8-8 em 1999. A equipe terminou com um recorde de 7-9 em 2000 e caiu para 1-15 em 2001, vencendo seu primeiro jogo mas perdendo seus últimos 15. Seifert foi demitido após essa temporada.

### 2002-2003: NFC South e o primeiro Super Bowl
Após a expansão da NFL para 32 equipes em 2002, os Panthers foram transferidos da NFC West para a recém-criada NFC South. As rivalidades dos Panthers com os Falcons e os Saints foram mantidas, e eles se uniriam ao Tampa Bay Buccaneers na nova divisão. O coordenador defensivo do New York Giants, John Fox, foi contratado para substituir Seifert e levou o time a um recorde de 7-9 em 2002.
Os Panthers melhoraram para 11-5 na temporada regular de 2003, vencendo a NFC South e chegando ao Super Bowl XXXVIII antes de perder para o New England Patriots por 32-29, no que foi imediatamente saudado pelo jornalista esportivo Peter King como "Greatest Super". King sentiu que o jogo "foi uma batalha maravilhosa, cheia de tudo o que torna o futebol americano dramático, desgastante, enervante, enlouquecedor, fantástico, emocionante" e elogiou, entre outras coisas, a imprevisibilidade, o treinamento e a conclusão. O jogo ainda é visto como um dos melhores Super Bowls de todos os tempos e na opinião do repórter Scott Jagow, da NPR, a aparição no Super Bowl dos Panthers representou a chegada de Charlotte ao cenário nacional.

### 2004–2009

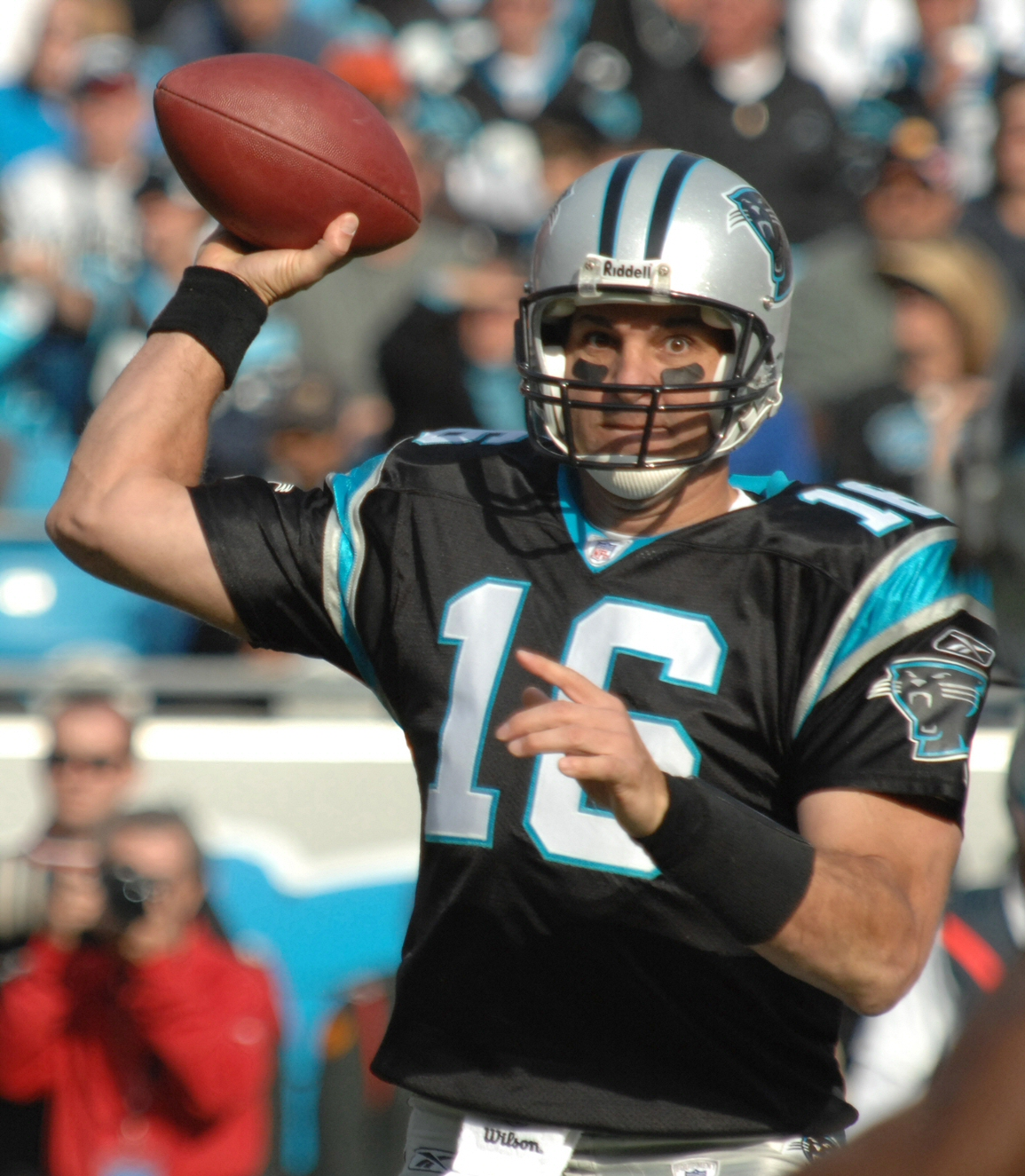
Vinny Testaverde com o Carolina Panthers em 2007.

Após um início de 1-7 em 2004, os Panthers se recuperaram para vencer seis dos últimos sete jogos, apesar de perderem 14 jogadores na temporada devido a lesão. Eles perderam seu último jogo para Nova Orleans, terminando a temporada de 2004 com um recorde de 7-9.
A equipe melhorou para 11-5 em 2005, terminando em segundo na divisão atrás de Tampa Bay e conquistando uma vaga nos playoffs como wild card. Na primeira rodada dos playoffs, os Panthers foram para a estrada para enfrentar o New York Giants, vencendo por 23-0 para o primeiro playoff da NFL contra um time da casa desde 1980. Na semana seguinte, eles venceram Chicago por 29-21 mas perdeu jogadores importantes como Julius Peppers e DeShaun Foster. Os Panthers foram derrotados por 34-14 para o Seattle Seahawks no NFC Championship Game, terminando sua temporada.
Embora os Panthers tenham entrado na temporada de 2006 como favoritos para vencer a NFC South, eles terminaram com um decepcionante recorde de 8-8. A equipe terminou a temporada de 2007 com um recorde de 7-9 após perder o quarterback Jake Delhomme no início da temporada devido a uma lesão no cotovelo.
Em 2008, os Panthers se recuperaram com um recorde de 12-4, vencendo a NFC South. Eles perderam no Divisional Round por 33-13 para o eventual campeão da NFC, Arizona Cardinals.
A temporada de 2009 terminou com um recorde de 8-8 no total.

### 2010–2017

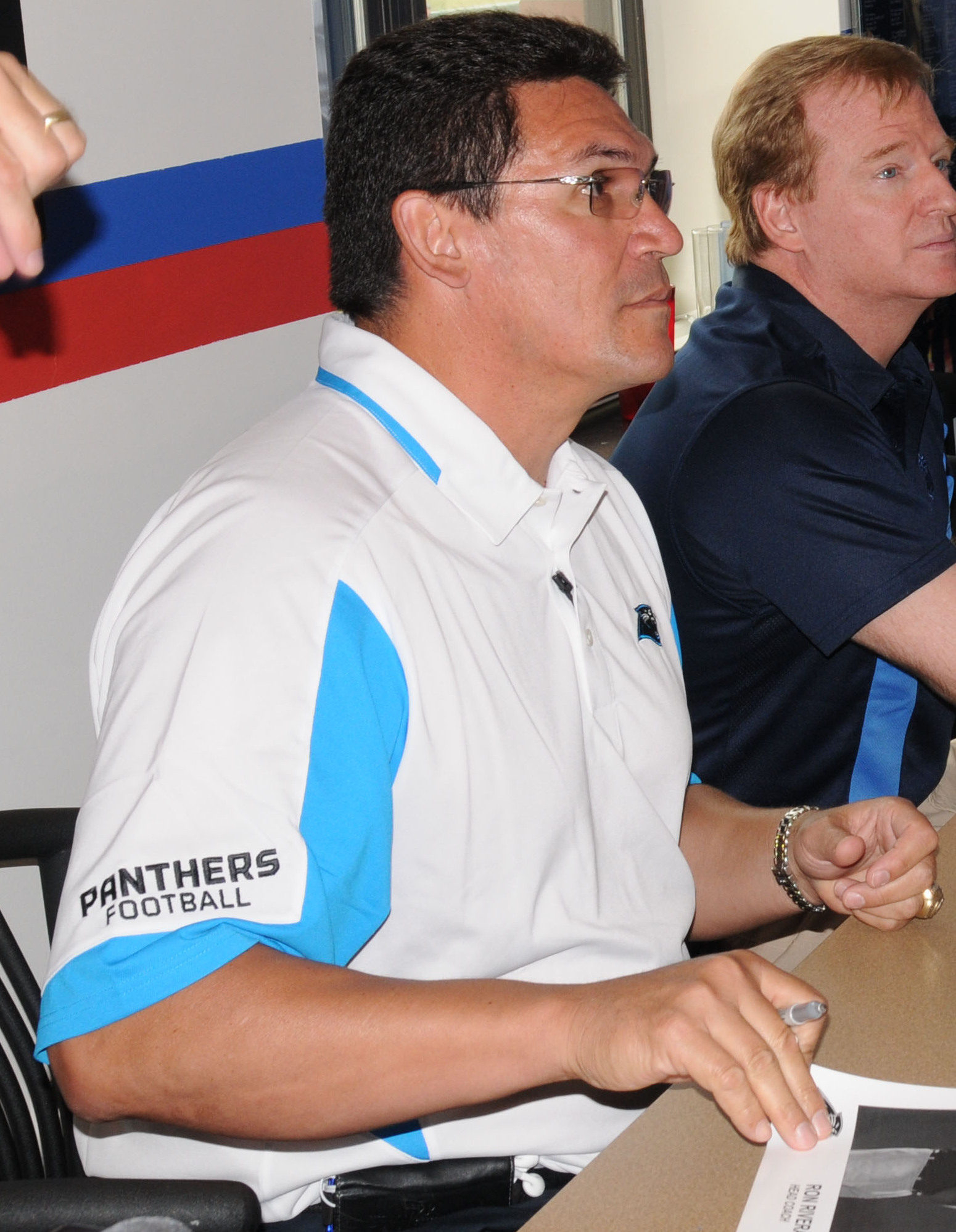
O Treinador principal, Ron Rivera

Em 2010, os Panthers terminaram com o pior recorde da liga (2–14) da liga; com seu ataque sendo o pior da liga. O contrato de John Fox expirou após o término da temporada, e a equipe não manteve ele ou sua equipe.
A equipe contratou Ron Rivera para substituir Fox como treinador principal e selecionou o quarterback vencedor do Heisman Trophy de Auburn, Cam Newton, com a primeira escolha geral no Draft de 2011. Os Panthers abriram a temporada de 2011 com 2-6, mas terminaram com um recorde de 6-10, e Newton foi agraciado com o prêmio de Novato Ofensivo do Ano após estabelecer o recorde da NFL de mais touchdowns terrestres por um quarterback (14) em uma única temporada e se tornar o primeiro quarterback novato da NFL a jogar para mais de 4.000 jardas em uma única temporada. Ele também foi o primeiro quarterback novato a correr para mais de 500 jardas em uma única temporada.
Em 2012, os Panthers voltaram a abrir mal a temporada, perdendo cinco dos primeiros seis jogos, levando o veterano gerente geral Marty Hurney a ser demitido em resposta. A equipe caiu para um recorde de 2-8 antes de vencer cinco dos últimos seis jogos, resultando em um recorde de 7-9. Este acabamento forte ajudou a salvar o trabalho de Rivera.
Os Panthers tiveram uma temporada vitoriosa no ano seguinte, terminando com um recorde de 12-4 e conquistando seu terceiro título da NFC South, mas foram derrotados pelos 49ers no Divisional Round.
Em 2014, os Panthers abriram a temporada com duas vitórias, mas depois de 12 jogos, eles tinha um recorde de 3-8-1, em parte devido a uma série de sete jogos sem vitórias. Uma série de quatro vitórias consecutivas para o final da temporada garantiu à equipe o segundo título consecutivo de NFC South e uma vaga nos playoff, apesar de um recorde de 7-8-1. Os Panthers derrotaram o Arizona Cardinals por 27-16 no wild card para avançar para o Divisional Round, onde perderam para o Seattle Seahawks por 31-17.
A temporada de 2015 viu os Panthers começarem a temporada com um recorde invicto de 14-0 e terminar a temporada com 15-1, que empatou com o melhor recorde de temporada regular na história da NFC. Os Panthers também garantiram o terceiro título consecutivo da NFC South. Nos playoff, os Panthers derrotaram o Seattle Seahawks no NFC Divisional por 31-24 e o Arizona Cardinals por 49-15 no NFC Championship Game para avançar para o Super Bowl 50, sua primeira aparição no Super Bowl desde a temporada de 2003. Os Panthers perderam o jogo para o campeão da AFC, Denver Broncos, por 24-10.
Na temporada de 2016, os Panthers regrediram em seu registro de 15-1 de 2015, registrando um recorde de 6-10 e ficando em último lugar na NFC South, não indo para os playoffs pela primeira vez desde 2012.
Na temporada de 2017, os Panthers terminaram com um recorde de 11-5 e se classificaram para os playoffs. Eles perderam para o New Orleans Saints por 31-26 no Wild Card, sua primeira derrota na rodada na história da franquia.

### 2018 – Presente

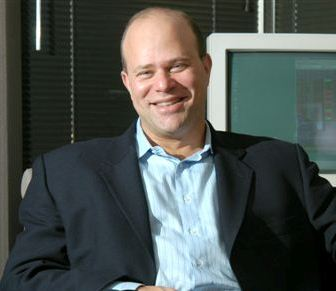
O empresário David Tepper comprou os Panthers em 2018

Em 16 de maio de 2018, David Tepper, ex-proprietário minoritário do Pittsburgh Steelers, finalizou um acordo para comprar os Panthers. O preço de venda foi de quase US $ 2,3 bilhões, um recorde. O acordo foi aprovado pelos proprietários das franquias em 22 de maio de 2018. A venda foi encerrada oficialmente em 9 de julho de 2018.

## Logo e uniforme

### Logotipo

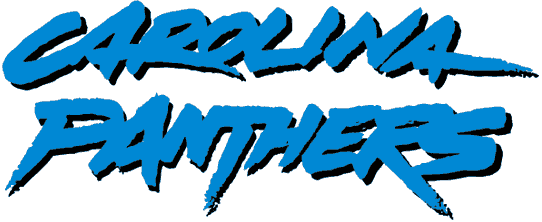
O segundo logotipo da equipe (1996–2011)

A forma do logotipo dos Panthers foi projetada para imitar o contorno da Carolina do Norte e Carolina do Sul. Os Panthers mudaram seu logotipo em 2012, a primeira mudança desse tipo na história da equipe. De acordo com a equipe, as mudanças foram projetadas para dar ao seu logotipo uma "aparência agressiva e contemporânea", além de dar uma sensação mais tridimensional. Os ajustes primários foram feitos no olho e na boca, onde as características, particularmente a testa muscular e as presas, são mais pronunciadas, criando um aspecto mais ameaçador. O logotipo revisado tem um tom mais escuro de azul sobre o logotipo preto, comparado ao design antigo, que tinha cercado em cima do preto.

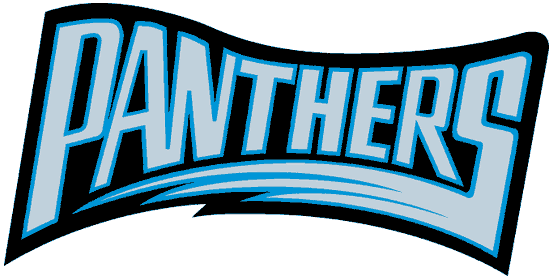
O primeiro logotipo da equipe, usado na temporada de 1995

### Uniformes
No momento em que eles foram anunciados como a 29ª equipe da NFL em outubro de 1993, o logotipo e o desenho do capacete dos Panthers já haviam sido finalizados, mas o design do uniforme ainda estava em fase de criação. Após a discussão, a organização decidiu usar camisas de cor branca, preta e azul e calças de cor branca e prata. O tom exato de azul, que eles decidiram ser "process blue" (um tom mais claro que o da Duke e mais escuro que o da Carolina do Norte), era a cor mais difícil de escolher.
O uniforme da equipe permaneceu praticamente o mesmo desde a sua criação, com apenas pequenas alterações, como mudar a cor das meias dos uniformes de azul para preto e mudar as chuteiras da equipe de branco para preto. Richardson, um tradicionalista autodeclarado, disse que nenhuma mudança uniforme importante seria feita em sua vida.
Os Panthers têm três cores principais: preto, branco e azul. Suas camisas azuis, designadas como uniformes alternativos, são as mais novas e foram introduzidas em 2002. Os regulamentos da NFL permitem que a equipe use a camisa azul em até duas vezes em qualquer temporada. Em todos os outros jogos, a equipe deve usar suas camisas brancas ou pretas; nos jogos da NFL, a equipe da casa decide se usa uma camisa preta ou branca, enquanto a equipe visitante usa o oposto. Normalmente, os Panthers optam por branco ou azul quando o tempo é esperado para ser quente e preto quando o tempo está frio.
O uniforme da equipe não mudou significativamente depois que a Nike se tornou fornecedora de camisas da NFL em 2012, mas foi alterada para homenagear o ex-jogador e treinador dos Panthers, Sam Mills, com a frase "Keep Pounding". A Nike concebeu a ideia e a equipe apoiou o conceito como uma maneira de expor os fãs mais novos ao legado de Mills, que morreu de câncer em 2005. Mills havia introduzido a frase, que desde então se tornou um slogan da equipe, em um discurso que ele deu aos jogadores e treinadores antes de um jogo de 2003 contra o Dallas; No discurso, Mills comparou sua luta contra o câncer com a batalha em campo da equipe, dizendo "Quando eu descobri que tinha câncer, havia duas coisas que eu poderia fazer - parar ou continuar batendo. Eu sou um lutador. Eu continuei batendo, vocês são lutadores também. Continuem batendo!"

## Instalações

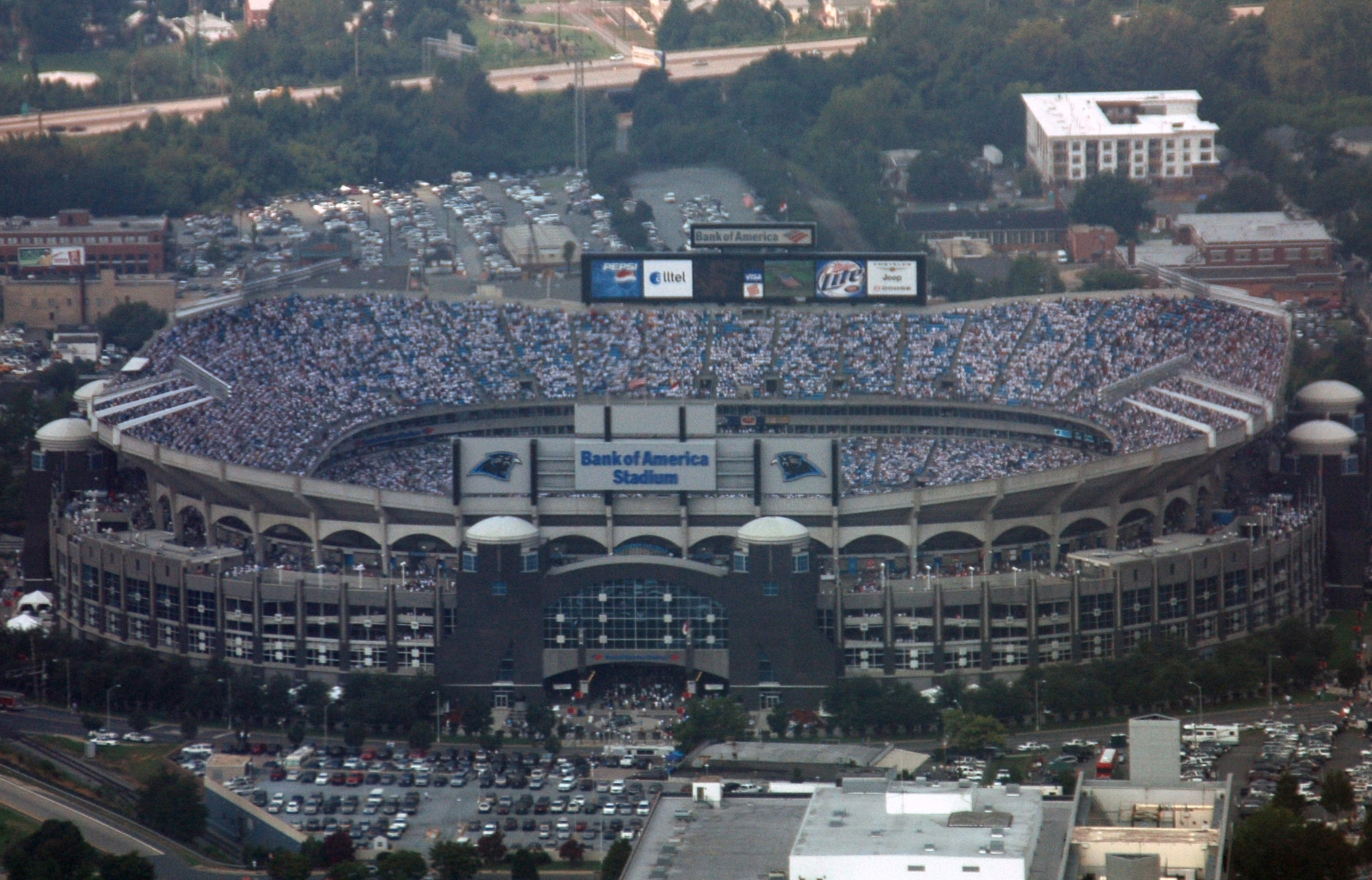
Uma vista exterior do Bank of America Stadium como visto em 2006.

Os Panthers jogaram sua primeira temporada no Memorial Stadium em Clemson, Carolina do Sul, já que suas instalações na parte alta de Charlotte ainda estavam em construção. O Ericsson Stadium, chamado de Bank of America Stadium desde 2004, foi inaugurado no verão de 1996. O Bank of America Stadium é de propriedade exclusiva dos Panthers, o que faz deles um dos poucos times da NFL a possuir a instalação onde jogam. O estádio foi especialmente projetado pela HOK Sports Facilities Group para o futebol americano e também serve como sede e escritórios administrativos dos Panthers.
Em alguns dias, o estádio oferece passeios públicos por uma taxa. Viagens privadas para grupos são oferecidas por uma taxa sete dias por semana, embora haja algumas exceções, e tais excursões devem ser organizadas com antecedência. Duas estátuas de panteras de bronze flanqueiam cada uma das três principais entradas do estádio; são as maiores esculturas já encomendadas nos Estados Unidos. Os nomes dos proprietários PSL originais da equipe estão gravados na base de cada estátua. As duas pessoas no Panthers Hall of Honor, o executivo da equipe Mike McCormack e o linebacker Sam Mills, são homenageados com estátuas de bronze em tamanho natural do lado de fora do estádio. Mills, além de ser o único jogador no Hall of Honor, é o único jogador a ter seu número de camisa (# 51) aposentado pelos Panthers a partir de 2016.

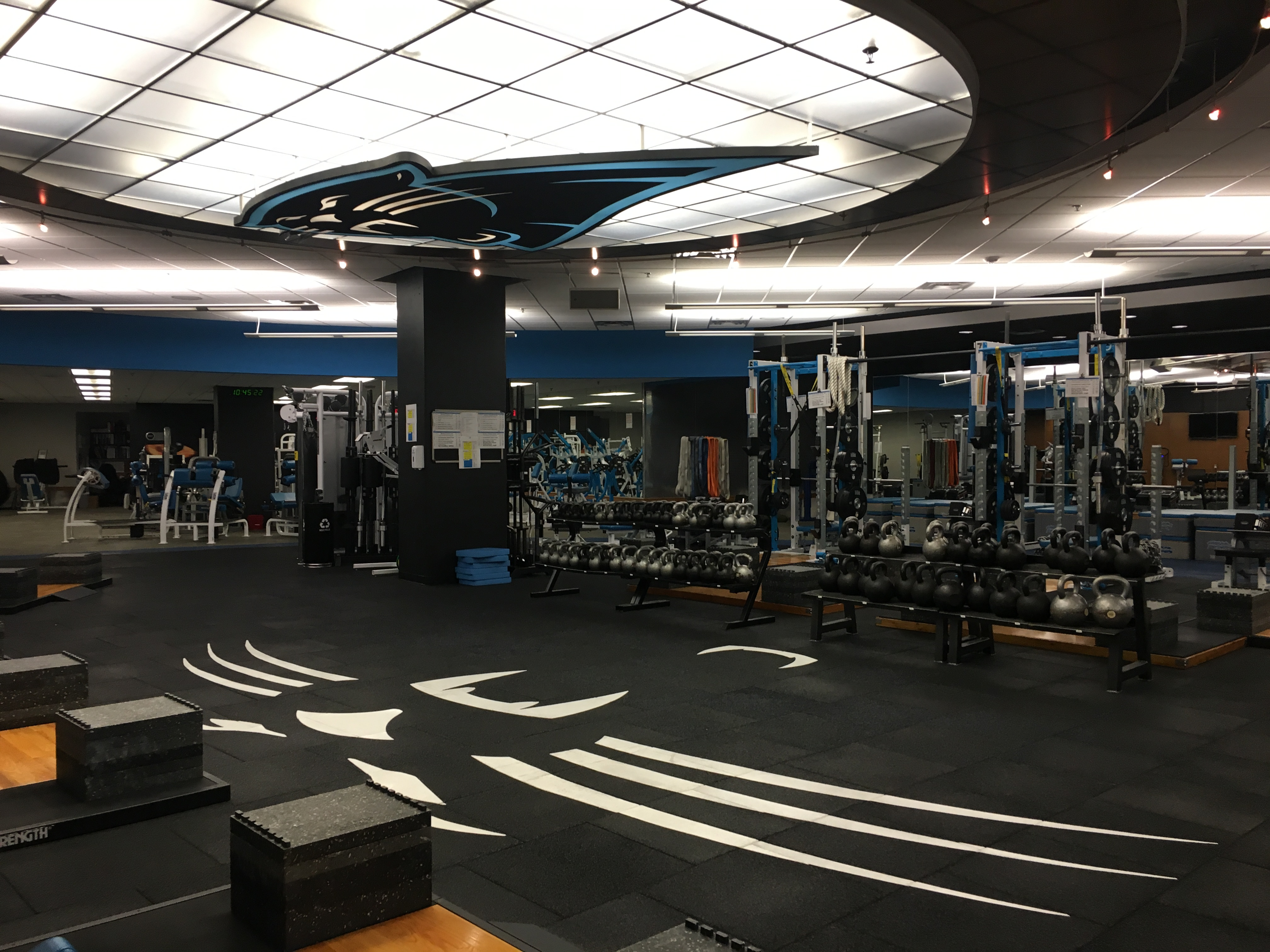
A sala de musculação da equipe dentro do Bank of America Stadium

Os Panthers têm três campos ao ar livre ao lado do Bank of America Stadium, onde atualmente realizam seus treinos; durante a temporada de 1995, quando a equipe jogou seus jogos em casa na Carolina do Sul, a equipe realizou seus treinos na Universidade Winthrop em Rock Hill, Carolina do Sul. Em caso de mau tempo, a equipe transfere seus treinos para uma instalação esportiva coberta a cerca de 16 km do estádio. Os Panthers realizaram seu acampamento anual de treinamento no Wofford College em Spartanburg, Carolina do Sul, desde 1995.

## Cultura
Os Panthers são apoiados na Carolina do Norte e na Carolina do Sul; A governadora da Carolina do Sul, Nikki Haley, declarou em 30 de julho de 2012, "Carolina Panthers Day" em seu estado, dizendo que "quando se trata de equipes profissionais, os Carolina Panthers são a equipe que a Carolina do Sul chama de sua". Durante o NFC Championship e Super Bowl de 2016, a hashtag #OneCarolina foi usada por times universitários e profissionais da Carolina do Norte e da Carolina do Sul para mostrar apoio unificado aos Panthers.
Pat Yasinskas, da ESPN.com, observou que embora exista "um pouco de ambiente de vinho e queijo nos jogos da Panthers... há um forte núcleo de fãs inveterados que trazem energia para o Bank of America Stadium. Charlotte vive e morre com os Panthers porque não há muitas outras opções no mundo dos esportes". A Sports Illustrated classificou os Panthers como tendo o 10º maior "NFL Fan Value Experience" em 2007, atribuindo grande parte da atmosfera dos fãs à novidade da equipe quando comparada à base estabelecida de fãs de basquete. Eles também observaram que o estádio tem estacionamentos espalhados, cada um dos quais tem um estilo diferente. Alguns têm frango frito, carne de porco ou churrasco ao estilo da Carolina, enquanto outros têm bandas ao vivo e televisões. Os jogos de picape nos estacionamentos são comuns, mas os torcedores tendem a "se comportar", em parte devido às leis que impedem a venda de álcool antes do meio-dia aos domingos.
O Carolina Panthers vendeu todos os jogos em casa desde dezembro de 2002 e sua participação em casa ficou entre os dez melhores da NFL desde 2006.

### Mascote, líderes de torcida e drumline

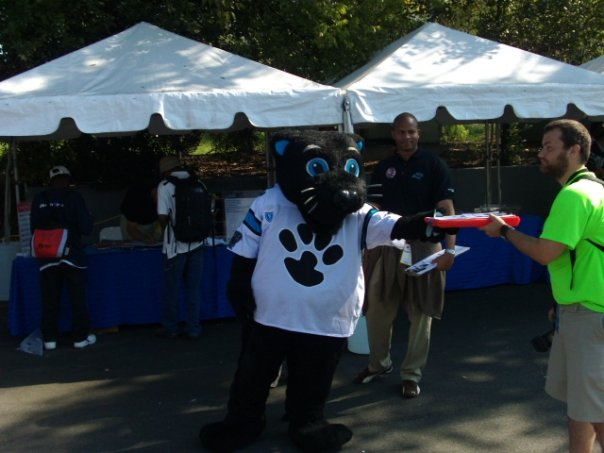
O Mascote, Sir Purr, vestindo uma camisa branca

Sir Purr, um gato preto antropomórfico que usa uma camisa numerada de '00', é a mascote dos Panthers desde a primeira temporada. Durante os jogos, Sir Purr fornece entretenimento lateral através de esquetes e "palhaçadas". O mascote participa de vários eventos comunitários durante todo o ano, incluindo uma visita mensal aos pacientes do Levine Children's Hospital. Sir Purr também hospeda o Mascot Bowl anual, um evento que coloca mascotes profissionais e universitários uns contra os outros durante o intervalo em um jogo em casa selecionado dos Panthers.
As líderes de torcida da equipe são os Carolina Topcats, um grupo de 24 mulheres que entretêm os fãs em jogos em casa. Os TopCats participam de eventos corporativos e de caridade. A bateria do time é o PurrCussion, um grupo de caixa, tenor e baixistas, além de tocadores de prato. O PurrCussion se apresenta para fãs fora do estádio e apresenta os jogadores antes dos jogos em casa.

### Tambor Keep Pounding
Começando na temporada de 2012, os Panthers apresentaram o Tambor Keep Pounding, inspirado no já mencionado discurso motivacional de Sam Mills antes do jogo dos playoffs de 2004 contra os Cowboys. Antes de cada jogo em casa, um baterista honorário bate o tambor de 1,82 de altura quatro vezes para significar os quatro quartos de um jogo de futebol americano. De acordo com a equipe, os bateristas "vêm de uma variedade de origens e ocupações, mas todos superaram uma grande provação ou adversidade que não apenas os fortaleceu, mas também os pressionou a tornar os outros mais fortes". Os bateristas incluíram jogadores atuais e antigos dos Panthers, veteranos militares, crianças Make-A-Wish e atletas de outros esportes, incluindo o atleta da NBA, Stephen Curry, as jogadoras da Seleção de Futebol Feminino dos Estados Unidos, Whitney Engen e Heather O'Reilly e o 7 vezes campeão da NASCAR Cup Series, Jimmie Johnson.

### Canções e tradições
Durante a temporada inaugural dos Panthers, a equipe teve uma música oficial, que tocava antes de cada jogo em casa. A música, "Stand and Cheer", continua a ser a música de oficial do time, mas o time normalmente não toca antes dos jogos em casa. Devido à reação negativa dos fãs, "Stand and Cheer" foi lançado em 1999. Desde 2006, a música está de volta.
A equipe usa "Sweet Caroline", de Neil Diamond, após vitórias em casa. Um "keep pounding" foi introduzido durante a temporada de 2015, que começa antes do kickoff de abertura de cada jogo em casa. Como solicitado pelas placas de vídeo, um dos lados do estádio grita "keep" e o outro lado responde com "pounding". O canto é semelhante aos que ocorrem nos jogos de futebol americano universitário.

### Caridade e trabalho comunitário
O Carolina Panthers apoiam uma variedade de organizações sem fins lucrativos na Carolina do Norte e do Sul através da Carolina Panthers Charities. Quatro bolsas de estudo anuais são concedidas a estudantes atletas através da Carolina Panthers Graduate Scholarship e dos programas de bolsas. A Carolina Panthers Charities também oferece subsídios para organizações sem fins lucrativos que apoiam a educação, o atletismo e os serviços humanos na comunidade. Os Panthers e a Fisher Athletic forneceram seis subvenções para equipes de futebol americano do ensino médio nas Carolinas todos os anos desde 2010. Carolina Panthers Charities arrecada fundos em três benefícios anuais: o Countdown to Kickoff Luncheon, o primeiro evento público da equipe a cada temporada; Futebol 101, uma oficina educativa para os fãs; e o torneio Weekend Warrior Flag Football, um torneio de Flag football de dois dias. Outro benefício anual é o Taste of the Panthers, uma degustação de comida gourmet que arrecada fundos para o Second Harvest Food Bank of Metrolina.
Em 2003, a Fundação Panthers e Carolinas HealthCare estabeleceu o Fundo Keep Pounding, uma iniciativa de arrecadação de fundos para apoiar pesquisas sobre o câncer e programas de apoio ao paciente. Os Panthers arrecadaram mais de US $ 1,4 milhão para o fundo por meio de doações diretas, leilões de caridade, campanhas de sangue e uma corrida anual de 5 mil estádios. O Hospital Infantil Levine e os Panthers coordena visitas mensais hospitalares e experiências VIP de dia de jogo para crianças com doenças terminais ou hospitalizadas.
Além desses esforços específicos da equipe, os Panthers participam de várias iniciativas regulares promovidas pela NFL e pelo USA Football, o parceiro de desenvolvimento do futebol juvenil da liga. Estes incluem o Mês do Futebol dos EUA, realizado durante todo o mês de agosto para incentivar e promover o futebol juvenil; A Crucial Catch, o programa do Mês da Conscientização sobre o Câncer da Mama; Saudação ao serviço, realizada durante todo o mês de novembro para apoiar famílias e funcionários militares; e PLAY 60, que incentiva os jovens fãs da NFL a estarem ativos por pelo menos 60 minutos por dia.

## Rivalidades
Os Panthers desenvolveram rivalidades acaloradas com os três companheiros da NFC South: Atlanta Falcons, Tampa Bay Buccaneers e New Orleans Saints. Os rivais mais ferozes da equipe são os Falcons e Buccaneers.
Os Falcons são um rival geográfico natural para os Panthers, já que Atlanta fica a apenas 370 quilômetros ao sul na I-85. As duas equipes se enfrentam duas vezes por ano desde o início dos Panthers e os jogos entre as duas equipes contam com grandes contingentes de torcedores do Panthers no Mercedes-Benz Stadium de Atlanta e grandes contingentes de torcedores do Falcons no Bank of America Stadium.
A rivalidade dos Panthers com Tampa Bay tem sido descrita como a mais intensa na NFC South. A rivalidade originou-se em 2002 com a formação da NFC South, mas ficou particularmente aquecida antes da temporada de 2003, com ataques verbais entre os jogadores das duas equipes. A escalada foi ainda maior quando os Panthers foram para Tampa Bay e os venceram no que o escritor da ESPN.com, Pat Yasinskas, descreveu como "uma das competições mais físicas da memória recente". A rivalidade resultou em uma série de lesões graves para os jogadores de ambas as equipes, algumas das quais foram causadas por jogo sujo. Uma dessas jogadas, um golpe ilegal na equipe de retorno do Tampa Bay, Clifton Smith, provocou uma breve briga entre as equipes em 2009.
Durante seu tempo no NFC West, os Panthers começaram a desenvolver uma rivalidade com o San Francisco 49ers. Essa rivalidade diminuiu depois que a NFL tirou os Panthers da NFC West.

## Recordes

### Recordes em uma temporada
Gerais
- Jardas: 2392 - Christian McCaffrey (2019)

Passando
- Jardas passadas: 4,436 – Steve Beuerlein (1999)
- Passes para touchdowns: 36 – Steve Beuerlein (1999)
- Passes completados: 343 – Steve Beuerlein (1999)
- Passes tentados: 571 – Steve Beuerlein (1999)
- Passe mais longo completo: 91 jardas – Cam Newton (2011)

Correndo
- Jardas terrestres: 1,515 – DeAngelo Williams (2008)
- Corridas: 318 – Stephen Davis (2003)
- Touchdowns terrestres: 18 – DeAngelo Williams (2008)
- Mais longa corrida: 84 jardas – Christian McCaffrey (2019)
- Jardas terrestres por jogo: 103,1 jardas – Stephen Davis (2003)

Recebendo
- Recepções: 116 – Christian McCaffrey (2019)
- Jardas recebidas: 1,563 – Steve Smith (2005)
- Touchdowns recebidos: 16 – Muhsin Muhammad (2004)

Retornos
- Mais retornos de Punt: 55 – Steve Smith (2002)
- Mais longo punt retornado: 87 jardas – Steve Smith (2002)
- Mais longo kickoff retornado: 103 jardas – Damiere Byrd (2017)

Chutes
- Field goals: 37 – John Kasay (1996)
- Extra Points convertidos: 56 – Graham Gano (2015)
- Punts: 104 – Todd Sauerbrun (2002)
- Jardas no Punt: 4,735 – Todd Sauerbrun (2002)

### Recordes na carreira
- Jardas passadas: 28,469 - Cam Newton (2011–Presente)
- Passes para touchdowns: 182 - Cam Newton (2011–Presente)
- Jardas terrestres: 7,318 - Jonathan Stewart (2008–2017)
- Touchdowns terrestres: 58 - Cam Newton (2011–Presente)
- Recepções: 836 - Steve Smith (2001–2013)
- Jardas recebidas: 12,197 - Steve Smith (2001–2013)
- Passes interceptados: 27 - Chris Gamble (2004–2014)
- Field goals: 351 - John Kasay (1995–2010)
- Pontos: 1,482 - John Kasay (1995–2010)
- Total touchdowns: 75 - Steve Smith (2001–2013)
- Média de retorno de punt: 17,3 - Iheanyi Uwaezuoke (2000)
- Média de retorno de Kickoff: 29,8 - Captain Munnerlyn (2009-Presente)
- Sacks: 96,0 - Julius Peppers (2002–Presente)
- Tackles: 789 - Thomas Davis (2005–Presente)
- Vitórias (treinador): 73 - John Fox (2002-2010)

## Jogadores
Predefinição:Elenco do Carolina Panthers

### Hall of Honor
O Carolina Panthers Hall of Honor foi criado em 1997 para homenagear indivíduos por suas contribuições à organização Carolina Panthers. Cada participante é homenageado com uma estátua de bronze em tamanho natural do lado de fora da Entrada Norte do Bank of America Stadium, enquanto os nomes de cada proprietário de PSL original são escritos na base de granito preto em cada uma das seis estátuas de pantera. Uma regra acrescentada em meados da década de 2000 pela organização Panthers exige que todos os potenciais candidatos sejam aposentados por pelo menos cinco anos antes de serem elegíveis para a indução.
| No. | Jogador        | Posição                    | Temporadas    | Introdução             |
| --- | -------------- | -------------------------- | ------------- | ---------------------- |
| —   | Mike McCormack | Presidente/General manager | 1993–1997     | 21 de Setembro de 1997 |
| 51  | Sam Mills      | LB                         | 1995–1997     | 27 de Setembro de 1998 |
| —   | Donos da PSL   | Donos da PSL               | 1995–presente | 13 de Setembro de 2004 |
| 89  | Steve Smith Sr | WR / RS                    | 2001-2013     | 6 de Outubro de 2019   |
| 17  | Jake Delhomme  | QB                         | 2003-2009     | 6 de Outubro de 2019   |
| 85  | Wesley Walls   | TE                         | 1996-2002     | 6 de Outubro de 2019   |
| 69  | Jordan Gross   | OT                         | 2003-2013     | 6 de Outubro de 2019   |

### Indicados ao Hall da Fama do Futebol Profissional
Os indicados para o Hall da Fama do Futebol Profissional, que "homenageia indivíduos que fizeram contribuições destacadas para o futebol americano profissional", são determinados por um comitê de seleção de 46 membros. Pelo menos 80% dos eleitores devem aprovar o candidato para ele ser induzido.
| Jogadores                    | Jogadores    | Jogadores | Jogadores      | Jogadores  |
| No.                          | Nome         | Posições  | Temporada      | Introdução |
| ---------------------------- | ------------ | --------- | -------------- | ---------- |
| 92                           | Reggie White | DE/T      | 2000           | 2006       |
| 91                           | Kevin Greene | LB/DE     | 1996 1998–1999 | 2016       |
| Treinadores e Contuibuidores |              |           |                |            |
| Bill Polian                  | Bill Polian  | GM        | 1995–1997      | 2015       |

## Propriedade e administração

### Jerry Richardson
Jerry Richardson foi o fundador e dono original do Carolina Panthers. Richardson e sua família possuíam cerca de 48% da equipe, com os restantes 52% pertencentes a um grupo de 14 parceiros limitados. Richardson pagou US $ 206 milhões pelos direitos de iniciar a equipe em 1993; De acordo com a Forbes, os Panthers valiam cerca de US $ 1 bilhão em 2012. Eles classificaram o Carolina Panthers como o 16º time mais valioso da NFL e o 23º time esportivo mais valioso do mundo.
Mike McCormack, um jogo do Hall da Fama do Cleveland Browns e ex-treinador e executivo do Seattle Seahawks, foi o primeiro presidente de equipe até sua aposentadoria em 1997; McCormack foi nomeado como a primeira pessoa no Hall of Honor no final daquele ano. O filho de Jerry Richardson, Mark, foi nomeado segundo presidente da equipe em 1997 e serviu nesse cargo até que ele renunciou em 2009. Seu irmão Jon, que havia sido presidente do Bank of America Stadium, renunciou ao mesmo tempo. As renúncias de Mark e Jon Richardson foram inesperadas, já que se pensava que os dois acabariam por assumir o time de seu pai. Mark Richardson foi substituído por Danny Morrison, que já havia atuado como diretor atlético da Universidade Cristã do Texas e do Wofford College, a alma mater de Richardson.

### David Tepper
Em 16 de maio de 2018, David Tepper, ex-proprietário minoritário do Pittsburgh Steelers, finalizou um acordo para comprar o Carolina Panthers, por quase US $ 2,3 bilhões, um recorde na época. O acordo foi aprovado pelos proprietários em 22 de maio de 2018.

## Treinadores
O Carolina Panthers tiveram quatro treinadores principais. Dom Capers foi o treinador principal de 1995 a 1998 e levou a equipe a uma aparição nos playoffs. Contando os jogos do playoff, ele terminou com um recorde de 31-35 (0,470).
George Seifert treinou a equipe de 1999 a 2001, registrando 16 vitórias e 32 derrotas (0,333); ele é o único treinador da história da equipe que não levou a equipe aos playoffs.
John Fox, o treinador mais antigo da equipe, liderou a equipe de 2002 a 2010 e levou a equipe para três aparições nos playoffs, incluindo o Super Bowl XXXVIII, que os Panthers perderam. Incluindo jogos de playoffs, Fox terminou seu mandato com um recorde de 78-74 (.513), fazendo dele o único técnico dos Panthers a terminar seu mandato com a equipe com um recorde de vitórias.
Ron Rivera, atual treinador da equipe, ocupa a posição desde 2011 e levou a equipe a três aparições nos playoffs, incluindo o Super Bowl 50, que os Panthers também perderam. Contando os jogos dos playoffs, ele tem um histórico de 67-51-1 (0,567). Estatisticamente, Rivera tem a maior porcentagem de vitórias de um treinador dos Panthers.
| Nome           | Time          | Totals | Totals | Totals | Totals | Totals | Temporada Regular | Temporada Regular | Temporada Regular | Temporada Regular | Temporada Regular | Playoffs | Playoffs | Playoffs | Playoffs | Ref    |
| Nome           | Time          | J      | V      | D      | E      | PCT    | J                 | V                 | D                 | E                 | PCT               | J        | V        | D        | PCT      | Ref    |
| -------------- | ------------- | ------ | ------ | ------ | ------ | ------ | ----------------- | ----------------- | ----------------- | ----------------- | ----------------- | -------- | -------- | -------- | -------- | ------ |
| Dom Capers     | 1995–1998     | 66     | 31     | 35     | 0      | .470   | 64                | 30                | 34                | 0                 | .469              | 2        | 1        | 1        | .500     | [ 91 ] |
| George Seifert | 1999–2001     | 48     | 16     | 32     | 0      | .333   | 48                | 16                | 32                | 0                 | .333              | 0        | —        | —        | –        | [ 92 ] |
| John Fox       | 2002–2010     | 152    | 78     | 74     | 0      | .513   | 144               | 73                | 71                | 0                 | .507              | 8        | 5        | 3        | .625     | [ 93 ] |
| Ron Rivera     | 2011–presente | 119    | 67     | 51     | 1      | .567   | 112               | 64                | 47                | 1                 | .576              | 7        | 3        | 4        | .429     | [ 94 ] |

## Recordes da equipe

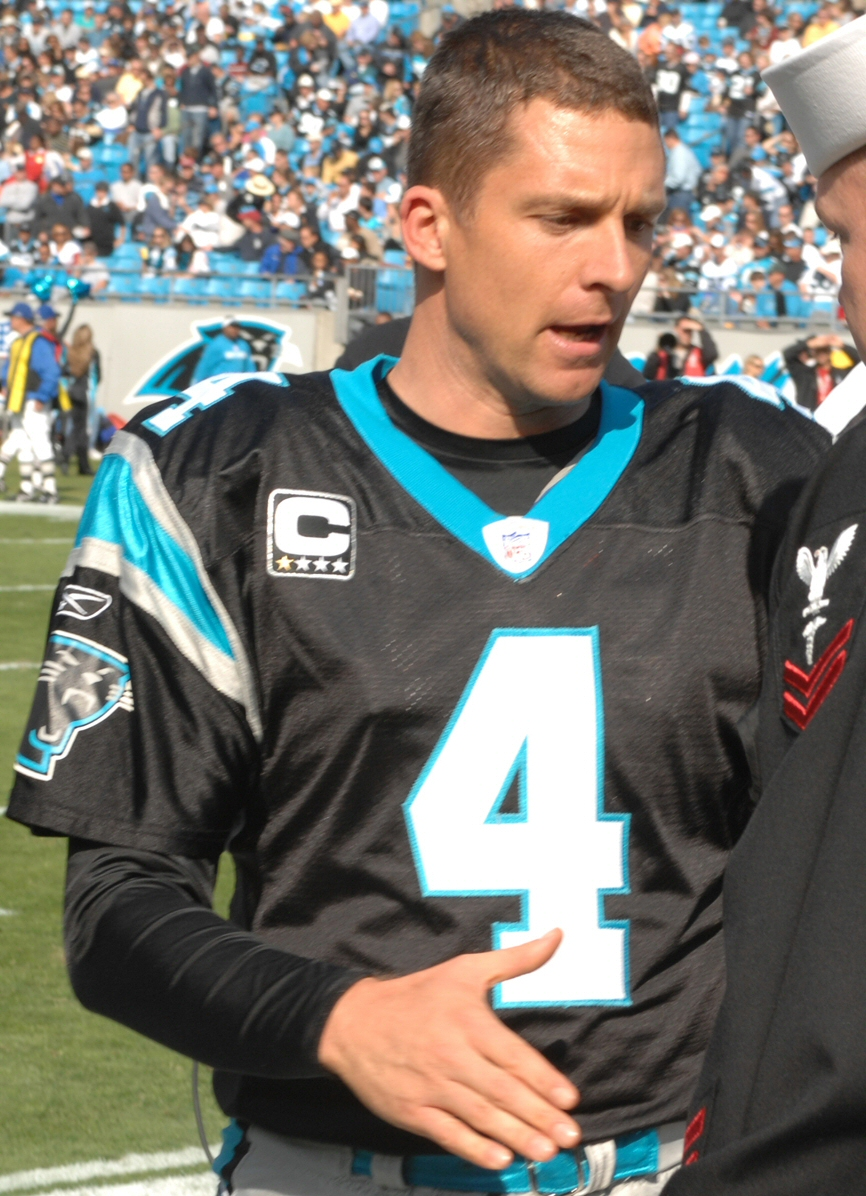
John Kasay, um favorito dos fãs, detém o recorde de pontos da equipe

Desde que começaram a jogar futebol americano em 1995, os Panthers participaram de quatro jogos do NFC Championship Game; eles perderam dois (1996 e 2005) e ganharam dois (2003 e 2015). Os Panthers venceram seis campeonatos de divisão: o NFC West em 1996 e o NFC South em 2003, 2008, 2013, 2014 e 2015. Eles são o primeiro e único time a ser bicampeão da NFC South e venceram a NFC South mais vezes do que qualquer outro time da divisão. Eles terminaram como vice-campeões em sua divisão seis vezes, terminando em segundo lugar no NFC West em 1997 e 1999 e terminando em segundo lugar no NFC South em 2005, 2006, 2007 e 2012. Eles se classificaram para os playoffs em 8 vezes, mais recentemente em 2017.
O Kicker, John Kasay, é o líder de pontos da equipe. Kasay marcou 1.482 pontos durante suas 16 temporadas (1995-2010) com os Panthers. O Quarterback, Cam Newton, que joga nos Panthers desde 2011, é o líder de jardas passadas tendo jogado para 20.257 jardas ao longo de suas seis temporadas com a equipe. O running back, Jonathan Stewart, é o líder em jardas terrestre com 6,868 jardas entre 2008-2018. O wide receiver Steve Smith, o principal receptor da equipe, registrando 12.197 jardas de recepção durante seus 13 anos (2001–2013) com a equipe.
| Temporada Regular | Playoffs  | Total | [ 100 ]   |
| Recorde           | 175–180–1 | 9–7   | 175–176–1 |
| Poncentagem       | .493      | .563  | .496      |

## Rádio e televisão
A cobertura de rádio é fornecida pela estação principal WBT (1110 AM) e pela Rede de Rádio Carolina Panthers, com afiliados em todas as Carolinas, Geórgia e Virgínia. A equipe de transmissão de rádio dos Panthers é liderada por Mick Mixon com Eugene Robinson sendo o comentarista e o diretor esportivo da WBT, Jim Szoke, como apresentador do estúdio. A rede de rádio transmite cobertura pré-jogo, jogos com comentários e pós-jogos. Ele também transmite ao vivo o Panther Talk, um evento semanal no Bank of America Stadium, que oferece aos fãs a chance de conhecer um jogador e fazer perguntas aos funcionários.
As redes nacionais de transmissão e televisão por cabo cobrem os jogos da temporada regular, bem como alguns jogos de pré-temporada. Localmente, a propriedade da Fox e a estação operada WJZY exibe a maior parte dos jogos da temporada regular, enquanto os jogos em casa contra uma equipe da AFC são transmitidos pela WBSTV, afiliada da CBS. Qualquer aparição no Monday Night Football é transmitida simultaneamente pela WSOC-TV, afiliada da ABC, enquanto qualquer participação no Late Night Football no final da temporada é transmitida simultaneamente pela WBTV.
Todos os jogos de pré-temporada e especiais da equipe são televisionados pela Carolina Panthers Television Network na principal estação WCCB em Charlotte e por catorze estações afiliadas nas Carolinas, Geórgia, Virgínia e Tennessee. A rede também hospeda a The Panthers Huddle, um programa semanal focado no próximo adversário dos Panthers.
Os Panthers também oferecem transmissões de jogos em espanhol em uma rede de oito estações liderada pela WGSP-FM em Pageland, Carolina do Sul, bem como outras afiliadas de rádio no México.